# FEB Eredivisie 1980-1981
La FEB Eredivisie 1980-1981 è stata la 36ª edizione del massimo campionato olandese di pallacanestro maschile. La vittoria finale è stata ad appannaggio dell'EBBC Den Bosch.

## Risultati

### Stagione regolare
|     | Squadra             | G  | V  | P  | PF   | PS   | Pt. | Qualificazione |
| --- | ------------------- | -- | -- | -- | ---- | ---- | --- | -------------- |
| 1.  | Leida               | 36 | 31 | 5  | 3564 | 2697 | 67  | playoff        |
| 2.  | EBBC Den Bosch      | 36 | 31 | 5  | 3503 | 2739 | 67  | playoff        |
| 3.  | Amstelveen          | 36 | 23 | 13 | 3148 | 2859 | 59  | playoff        |
| 4.  | Canadians Amsterdam | 36 | 22 | 14 | 2899 | 2719 | 58  | playoff        |
| 5.  | Donar Groningen     | 36 | 22 | 14 | 3238 | 2898 | 58  |                |
| 6.  | DBV Rowic           | 36 | 19 | 17 | 2834 | 2736 | 55  |                |
| 7.  | Flamingo's Haarlem  | 36 | 16 | 20 | 2986 | 2974 | 52  |                |
| 8.  | Punch Delft         | 37 | 9  | 27 | 3172 | 3454 | 45  |                |
| 9.  | Tonego              | 37 | 7  | 29 | 2896 | 3345 | 43  | retrocesse     |
| 10. | BOB Oud-Beijerland  | 36 | 0  | 36 | 2543 | 4362 | 32  | retrocesse     |

### Playoff
|  | Semifinali | Semifinali          | Semifinali |                |    | Finale | Finale | Finale |  |
|  |            |                     |            |                |    |        |        |        |  |
|  | 1.         | Leida               | 2          |                |    |        |        |        |  |
|  | 1.         | Leida               | 2          |                |    |        |        |        |  |
|  | 4.         | Canadians Amsterdam | 1          |                |    |        |        |        |  |
|  | 4.         | Canadians Amsterdam | 1          |                | 1. | Leida  | 0      |        |  |
|  |            |                     |            |                | 1. | Leida  | 0      |        |  |
|  |            |                     | 2.         | EBBC Den Bosch | 2  |        |        |        |  |
|  | 2.         | EBBC Den Bosch      | 2.         | EBBC Den Bosch | 2  | 2      |        |        |  |
|  | 2.         | EBBC Den Bosch      |            |                |    |        |        |        |  |
|  | 3.         | Amstelveen          | 0          |                |    |        |        |        |  |

| Eredivisie 1980-1981     |
| ------------------------ |
| EBBC Den Bosch 3º titolo |

## Formazione vincitrice
| N° | Naz.                   | Ruolo | Sportivo         |  | Alt. |  |
| -- | ---------------------- | ----- | ---------------- |  | ---- |  |
|    | Stati Uniti (bandiera) | AC    | Tom Barker       |  | 211  |  |
|    | Paesi Bassi (bandiera) | AG    | Kees Akerboom    |  | 207  |  |
|    | Paesi Bassi (bandiera) |       | Dan Cramer       |  | 188  |  |
|    | Stati Uniti (bandiera) | A     | Charles Kirkland |  | 196  |  |
|    | Stati Uniti (bandiera) | All.  | Bill Sheridan    |  |      |  |

## Premi e riconoscimenti
- MVP dell'anno:  Kees Akerboom, EBBC Den Bosch
- Rookie dell'anno:  Michael de Jager, Flamingo's Haarlem
- Allenatore dell'anno: non assegnato
- Quintetto ideale:
  -  Mitchell Plaat, Leida
  -  Randy Wiel, Amstelveen
  -  Kees Akerboom, EBBC Den Bosch
  -  Jimmy Moore, DBV Rowic
  -  Wilson Washington, Amstelveen
- Quintetto difensivo:
  -  Dan Cramer, EBBC Den Bosch
  -  Wilson Washington, Amstelveen
  -  Charles Kirkland, EBBC Den Bosch
  -  Randy Wiel, Amstelveen
  -  Jimmy Woudstra, Leida